# Fernando Cardenal
Fernando Cardenal Martínez, né le 26 janvier 1934 à Granada (Nicaragua) et mort le 20 février 2016 à Managua, est un prêtre jésuite et personnalité politique du Nicaragua. Il est durant quelques années ministre de l'Instruction publique du premier gouvernement sandiniste de Daniel Ortega.

## Biographie
Né dans une famille aisée de Granada, Fernando Cardenal est le frère du prêtre, poète et homme politique Ernesto Cardenal et le cousin du critique littéraire Pablo Antonio Cuadra (es). Il est ordonné prêtre en 1967, dans la Compagnie de Jésus. Entre 1973 et 1977, il enseigne la philosophie à l'université nationale autonome du Nicaragua (es).
D'abord grand artisan de la campagne d'alphabétisation mise en place lors de la révolution sandiniste (Croisade nationale d'alphabétisation (es)) (où l'analphabétisme fut réduit de 50,35 % à 12,96 %), il devient vice-coordinateur de la jeunesse sandiniste, puis responsable des Comités de défense sandinistes.
Mais son engagement pose problème à l'Église catholique et, le 4 février 1984, dans le contexte de la guerre froide, le pape Jean-Paul II suspend a divinis les prêtres Ernesto Cardenal, Fernando Cardenal, Miguel d'Escoto Brockmann et Edgard Parrales (es) en raison de leur soutien à la théologie de la libération,,.
En juillet de la même année, Cardenal est nommé ministre de l'Instruction par Daniel Ortega. En acceptant cette responsabilité politique, il contrevient aux règles de l'ordre religieux auquel il appartient, lesquelles interdisent tout engagement politique direct. Il est contraint dès lors de quitter les Jésuites, avec lesquels il reste en bons termes.
Vers la fin de sa vie, Il réintégre l'ordre des jésuites et il, refait son noviciat, il est réadmis en 1996 dans la Compagnie de Jésus puis dirige à Managua à partir de 2011 le mouvement d'éducation populaire Fe y Alegria.

## Publications
- (en) A letter to my friends Résumé
- (es) Junto a mi pueblo con su revolución, Trotta, 2010  (ISBN 8498790301 et 978-8498790306)